# Слобідська сільська рада (Первомайський район)
Слобідська сільська́ ра́да — адміністративно-територіальна одиниця та орган місцевого самоврядування в Первомайському районі Харківської області. Адміністративний центр — селище Слобідське.

## Загальні відомості
Правдинська сільська рада утворена в 1992 році.
- Територія ради: 27,81 км²
- Населення ради: 960 осіб (станом на 2001 рік)

## Населені пункти
Сільській раді підпорядковані населені пункти:
- с-ще Слобідське

## Склад ради
Рада складається з 14 депутатів та голови.
- Голова ради: Кармазіна Тетяна Дмитрівна
- Секретар ради: Блудова Валентина Григорівна

### Керівний склад попередніх скликань
| Прізвище, ім'я, по батькові | Основні відомості                                                             | Дата обрання | Дата звільнення |
| --------------------------- | ----------------------------------------------------------------------------- | ------------ | --------------- |
| Кармазіна Тетяна Дмитрівна  | Сільський голова, 1958 року народження, освіта незакінчена вища, позапартійна | 26.03.2006   | 31.10.2010      |
| Кармазіна Тетяна Дмитрівна  | Сільський голова, 1958 року народження, освіта незакінчена вища, позапартійна | 31.10.2010   |                 |

Примітка: таблиця складена за даними сайту Верховної Ради України

### Депутати
За результатами місцевих виборів 2010 року депутатами ради стали:

#### За суб'єктами висування
| Суб'єкт висування                                       | Кількість обраних депутатів | %    |
| ------------------------------------------------------- | --------------------------- | ---- |
| Партія регіонів                                         | 10                          | 71,4 |
| Політична партія Всеукраїнське об'єднання «Батьківщина» | 2                           | 14,3 |
| Самовисування                                           | 2                           | 14,3 |

#### За округами
| № округу                                                | Прізвище, ім'я, по батькові    | Дата визнання обраним | Освіта             | Партійна приналежність                        | Відомості про обраного депутата                           |
| ------------------------------------------------------- | ------------------------------ | --------------------- | ------------------ | --------------------------------------------- | --------------------------------------------------------- |
| Партія регіонів                                         |                                |                       |                    |                                               |                                                           |
| 1                                                       | Полуектова Ольга Петрівна      | 04.11.2010            | вища               | член Партії регіонів                          | ПСП «Стабільність», директор                              |
| 4                                                       | Алістров Олександр Павлович    | 04.11.2010            | середня спеціальна | член Партії регіонів                          | тимчасово не працює                                       |
| 6                                                       | Басова Лариса Олександрівна    | 26.12.2011            | середня            | член Партії регіонів                          | Центр поштового зв'язку № 1, листоноша                    |
| 7                                                       | Драпалюк Микола Васильович     | 04.11.2010            | вища               | член Партії регіонів                          | Балаклійське МУВГ, машиніст насосних установок 36         |
| 8                                                       | Анисимова Наталя Володимирівна | 04.11.2010            | вища               | член Партії регіонів                          | тимчасово не працює                                       |
| 9                                                       | Лактіонова Ганна Олександрівна | 04.11.2010            | вища               | член Партії регіонів                          | пенсіонер                                                 |
| 10                                                      | Нестеренко Тетяна Іванівна     | 04.11.2010            | вища               | член Партії регіонів                          | Правдинська загальноосвітня школа І-ІІІ ст., завуч        |
| 11                                                      | Блудова Валентина Григорівна   | 04.11.2010            | середня спеціальна | член Партії регіонів                          | Правдинська сільська рада, секретар                       |
| 12                                                      | Карташова Марія Федорівна      | 04.11.2010            | середня спеціальна | член Партії регіонів                          | ОТ «Надія», голова                                        |
| 13                                                      | Горобець Тетяна Іванівна       | 04.11.2010            | середня спеціальна | член Партії регіонів                          | Правдинська загальноосвітня школа І-ІІІ ст., техпрацівник |
| Політична партія Всеукраїнське об'єднання «Батьківщина» |                                |                       |                    |                                               |                                                           |
| 5                                                       | Кухарєва Тетяна Григорівна     | 04.11.2010            | середня спеціальна | член Всеукраїнського об'єднання «Батьківщина» | ДНЗ с. Правда, завіду-юча                                 |
| 14                                                      | Тищенко Валентина Іванівна     | 04.11.2010            | середня спеціальна | член Всеукраїнського об'єднання «Батьківщина» | Вовчанська ДСДС, комірник                                 |
| Самовисування                                           |                                |                       |                    |                                               |                                                           |
| 2                                                       | Гордієнкова Зоя Іванівна       | 04.11.2010            | середня спеціальна | член Комуністичної партії України             | ДНЗ с-ще Правда, вихователь                               |
| 3                                                       | Вітковська Діна Ігорівна       | 04.11.2010            | середня спеціальна | позапартійна                                  | тимчасово не працює                                       |